# ليلى قاسم
ليلى قاسم (1952- 1974)، هي سياسية عراقية ولدت في مدينة خانقين في 27 يناير من سنة 1952، ونشطت في الحزب الديمقراطي الكردستاني في مطلع السبعينات من القرن الماضي، وبدأت دراستها الجامعية في كلية الآداب بجامعة بغداد في قسم علم الاجتماع عام 1971، وفي 29 أبريل من عام 1974 ألقي القبض عليها من قبل الحكومة العراقية وأعدمت في 12 مايو من سنة 1974.

## ولادتها
كانت الثالثة من بين خمسة أطفال ولدوا لمزارع كردي، وُلدت في خانقين ولكنهم انتقلوا إلى أربيل عندما كان عمرها أربع سنوات، وقد عاشت مع عائلتها في فقر مدقع، واعتمدوا على الحصص الغذائية التي توزع.

## مسيرتها السياسية
عندما كانت ليلى في السادسة عشرة من عمرها، أطيح بعبد الرحمن عارف من قبل زعيم حزب البعث اللواء أحمد حسن البكر، وكانت ليلى منزعجة من الاستيلاء العنيف على العاصمة خلال أواخر الستينيات من القرن الماضي، فكتبت وأخيها جياكو منشورات عن أهوال حزب البعث بما في ذلك الزعيم الجديد صدام حسين الذي وصفوه بأنه يعارض الاستقلال الكردي.
تحدثت ليلى مع العديد من الأكراد في المنطقة الشمالية من العراق عن نظام البعث والأخلاق غير اللائقة لأعضائه، وقيل إن كلماتها كانت ملهمة جداً، وفي عام 1970م انضمت إلى اتحاد طلاب كردستان والحزب الديمقراطي الكردستاني، وفي 28 أبريل 1974م تم اعتقالها وتعذيبها مع أربعة آخرين اتهموا بمحاولة اختطاف طائرة، وفي بغداد يوم 12 مايو 1974 تم شنقها في النهاية بعد محاكمة مطولة أذيعت في جميع أنحاء العراق.

## ذكراها
قامت العديد من العائلات الكردية بعد إعدامها بتسمية أطفالهم باسم "ليلى"، وفي كل عام يتذكر العديد من الأكراد ذكرى وفاتها، وفي قضاء كلار يوجد منتزه باسم ليلى قاسم.

## وصلات خارجية
Leyla Qasim